# Alexandre de Mérode
Princ Alexandre de Mérode (24. května 1934 Etterbeek – 19. listopadu 2002 Brusel) byl člen belgického knížecího rodu Merodeů a do své smrti vedoucí politiky testování drog pro Mezinárodní olympijský výbor (MOV).
Mérode se narodil v belgickém Etterbeeku.
Mérodeova práce v MOV se neobešla bez kritiky. Po rekordních výkonech čínských plavkyň v 90. letech a po dopingovém skandálu během Tour de France v roce 1998 založila mezinárodní sportovní komunita Světovou antidopingovou agenturu, která MOV a Mérodeovi fakticky odebrala kontrolu nad testováním drog.
V květnu 2000 podal rezignaci na funkci šéfa lékařské komise MOV; svou rezignaci však stáhl, když ho předseda MOV Juan Antonio Samaranch požádal, aby na své pozici zůstal.
Zemřel na rakovinu plic 19. listopadu 2002. Nikdy se neoženil.